# Айленд-Вок (Флорида)
Айленд-Вок (англ. Island Walk) — переписна місцевість (CDP) в США, в окрузі Колльєр штату Флорида. Населення — 2812 особи (2020).

## Географія
Айленд-Вок розташований за координатами 26°15′4″ пн. ш. 81°42′40″ зх. д. / 26.25111° пн. ш. 81.71111° зх. д. (26.250990, -81.711011).  За даними Бюро перепису населення США в 2010 році переписна місцевість мала площу 2,65 км², уся площа — суходіл.

## Демографія
Згідно з переписом 2010 року, у переписній місцевості мешкало 3035 осіб у 1538 домогосподарствах у складі 1058 родин. Густота населення становила 1143 особи/км².  Було 1858 помешкань (700/км²).
Расовий склад населення:
| - 96,4 % — білих - 1,2 % — азіатів - 0,9 % — чорних або афроамериканців - 0,3 % — корінних американців |

До двох чи більше рас належало 0,6 %. Частка іспаномовних становила 4,5 % від усіх жителів.
За віковим діапазоном населення розподілялося таким чином: 10,0 % — особи молодші 18 років, 44,0 % — особи у віці 18—64 років, 46,0 % — особи у віці 65 років та старші. Медіана віку мешканця становила 63,5 року. На 100 осіб жіночої статі у переписній місцевості припадало 83,9 чоловіків;  на 100 жінок у віці від 18 років та старших — 82,1 чоловіків також старших 18 років.
Середній дохід на одне домашнє господарство  становив 87 019 доларів США (медіана — 71 288), а середній дохід на одну сім'ю — 94 129 доларів (медіана — 86 477). За межею бідності перебувало 1,6 % осіб, у тому числі 0,0 % дітей у віці до 18 років та 0,0 % осіб у віці 65 років та старших.
Цивільне працевлаштоване населення становило 1077 осіб. Основні галузі зайнятості: освіта, охорона здоров'я та соціальна допомога — 31,8 %, мистецтво, розваги та відпочинок — 23,4 %, фінанси, страхування та нерухомість — 14,8 %, оптова торгівля — 8,5 %.